# Europese weg 272
nge
De Europese weg 272 of E272 is een Europese weg die loopt van Klaipėda in Litouwen naar Vilnius in Litouwen. De E272 volgt hierbij de A13, A11, A9, A17 en A2.

## Algemeen
De Europese weg 272 is een Klasse B-verbindingsweg en verbindt het Litouwse Klaipėda met het Litouwse Vilnius en komt hiermee op een afstand van ongeveer 380 kilometer. De route is door de UNECE als volgt vastgelegd: Klaipėda - Palanga - Šiauliai - Panevėžys - Ukmergė - Vilnius.